# الاتحاد السعودي للجودو والجوجيتسو
الاتحاد السعودي للجودو والجوجيتسو، هو الجهة الراعية لرياضة الجودو والجوجيتسو في المملكة العربية السعودية، يرأسه لؤي هشام ناظر، وتشرف عليه وزارة الرياضة، تأسس في عام 1976، أضيفت رياضة الجوجيتسو عام 2016، لاتحاد الجودو وذلك بعد انتشارها بشكل واسع في السعودية.